# アグスティン・サウト・アラーナ
バタ（Bata）ことアグスティン・サウト・アラーナ（Agustín Sauto Arana、1908年5月11日 - 1986年8月21日）は、スペイン・ビスカヤ県バラカルド出身のサッカー選手、サッカー指導者。ポジションはフォワード。
ラフエンテ、イララゴーリ、チッリ2世、ゴロスティサなどと共にアスレティック・ビルバオの第一黄金期の攻撃陣を形成した。1931年2月8日にFCバルセロナを相手に決めた個人1試合7得点は、ラディスラオ・クバラと並ぶリーグ歴代最多記録タイである。

## 経歴

### クラブ経歴
彼は子供の頃から「バタ」の名で呼ばれてきた。これは幼少時に、彼の母親が服を清潔に保つためにこしらえてくれた特製のローブ状の服（スペイン語でBata）を、頑固に着用し続けたことが理由と言われる。
1929年にユース時代から所属した故郷のバラカルドCFから、21歳の時に同じビスカヤ県の強豪で、リーガ・エスパニョーラのプリメーラ・ディビシオン所属のアスレティック・ビルバオに移籍。1929-1930年シーズン開幕戦、本拠地サン・マメスでのレアル・マドリード戦でトップリーグにデビュー。試合は2-1で勝利した。バタが所属した時代にクラブは初優勝を含む4回のリーグ制覇と2回のカップ戦制覇を成し遂げた。そのうち2シーズンは2冠であった。
バタ個人は2回目の優勝をした1930-1931年シーズンに27ゴールで得点王を獲得。のちに創設されたピチーチ賞の系譜にも名を連ねた。同シーズンの第10節、1931年2月8日のホームでの対FCバルセロナ戦において、バタは7得点を決めチームは12-1で大勝した。これは後にバルサのクバラが1試合7得点を決めるまで、個人の1試合最多得点記録の単独トップであった。1935-1936年シーズンを最後にプリメーラの舞台から去り、古巣のバラカルドCFに移籍。だが以降スペイン内戦のためリーグ戦は3シーズン開催されなかった。
プリメーラでの通算成績は118試合108得点。リーグ再開以降は、バラカルドで毎シーズンのように首の皮1枚でセグンダ・ディビシオン残留を続ける苦しいキャリア晩年となった。現役引退をした1943-44年シーズンのセグンダ・ディビシオンで選手兼任監督をしながら11ゴールで得点王となった。しかしチームは入れ替え戦出場の11位で終わり、昇降格プレーオフに勝って何とか残留した。

### 代表経歴
バタはスペイン代表に1930-1931年シーズン得点王となった直後に召集され、ビルバオで開催された4月19日のイタリア代表との試合に出場。試合は0-0の引き分けで、これがバタの唯一の国際Aマッチのキャップとなった。

## タイトル

### チームタイトル
アスレティック・ビルバオ
- プリメーラ・ディビシオン優勝：4回(1929-1930、1931-1932、1933-1934、1935-1936)
- コパ・デル・レイ優勝：2回(1930、1931)
- 共和国大統領杯優勝：2回(1932、1933)

### 個人タイトル・記録
アスレティック・ビルバオ
- ピチーチ賞：1回(1930-31)
- プリメーラ・ディビシオン1試合最多得点：7ゴール（ラディスラオ・クバラとのタイ記録）[6]